# Martin Antonio
Pour les articles homonymes, voir Antonio.
Martin Antonio est un biologiste ghanéen qui est chercheur principal à l'unité du Conseil de recherches médicales (Gambie) de la London School of Hygiene and Tropical Medicine. Il est directeur du Centre de surveillance des nouveaux vaccins de l'Organisation mondiale de la santé et dirige le Laboratoire régional de référence pour l'Afrique de l'Ouest et du Centre pour les maladies bactériennes invasives.

## Formation
Antonio est originaire du Ghana. Il déménage à l'université Queen Mary de Londres pour ses recherches doctorales, où il étudie Staphylococcus aureus. Il obtient son doctorat en 1997 avec une thèse intitulée « Molecular biological studies on Staphylococcus aureus » puis rejoint l'université de Birmingham en tant que chercheur en 2001.

## Recherches et carrière
Martin Antonio travaille à l'Université de Sheffield de juillet 1997 à juin 2000, puis à l'Université Queen's de Belfast de juin 2000 à octobre 2001, il poursuit sa carrière à l'Université de Birmingham d'octobre 2001 à janvier 2005. En 2010 il rejoint l'Université Brunel puis de 2012 à 2021 l'Université de Warwick.
Antonio rejoint le Conseil de la Recherche Médicale (Gambie, Medical Research Council MRCG) en 2005, où il crée le groupe de recherche en biologie moléculaire. Ses recherches développent des diagnostics moléculaires pour les infections tropicales. Il dirige plusieurs projets de recherche multinationaux visant à mieux comprendre les causes et la prévalence de la pneumonie et de la diarrhée. Son groupe de recherche développe de vastes plateformes de surveillance des maladies à travers l’Afrique et est devenu le laboratoire de référence de l'Organisation mondiale de la santé pour les maladies pneumococciques.
En 2016, Antonio commence à travailler avec l'Organisation mondiale de la santé (OMS) sur une épidémie de méningite au Ghana. Il fait appel au Conseil de la Recherche Médicale (Gambie) pour identifier les agents pathogènes en cause.
Depuis le 4 avril 2019, il travaille à la London School of Hygiene & Tropical Medicine.

## Distinctions
En 2020, il est élu membre de l'Académie africaine des sciences. Il est également membre du Royal College of Physicians.

## Publications (sélection)
- (en) Catherine Satzke, Paul Turner, Anni Virolainen-Julkunen, Peter V Adrian, Martin Antonio, Kim M Hare, Ana Maria Henao-Restrepo, Amanda J Leach, Keith P Klugman, Barbara D Porter, Raquel Sá-Leão, J Anthony Scott, Hanna Nohynek, Katherine L O'Brien et WHO Pneumococcal Carriage Working Group, « Standard method for detecting upper respiratory carriage of Streptococcus pneumoniae: updated recommendations from the World Health Organization Pneumococcal Carriage Working Group », Vaccine, Elsevier, vol. 32, no 1,‎ 1er décembre 2013, p. 165-179 (ISSN 0264-410X, 1873-2518 et 2590-1362, PMID 24331112, DOI 10.1016/J.VACCINE.2013.08.062).
- (en) F. Gibson, J. Walsh, P. Mburu, A. Varela, K. A. Brown, M. Antonio, K. W. Beisel, K. P. Steel et S. D. Brown, « A type VII myosin encoded by the mouse deafness gene shaker-1 », Nature, NPG et Springer Science+Business Media, vol. 374, no 6517,‎ 2 mars 1995, p. 62–64 (ISSN 1476-4687 et 0028-0836, OCLC 01586310, PMID 7870172, DOI 10.1038/374062A0).
- (en) Bouke C de Jong, Martin Antonio et Sebastien Gagneux, « Mycobacterium africanum--review of an important cause of human tuberculosis in West Africa », PLOS Neglected Tropical Diseases, PLoS, vol. 4, no 9,‎ 28 septembre 2010, e744 (ISSN 1935-2735 et 1935-2727, OCLC 77500770, PMID 20927191, PMCID 2946903, DOI 10.1371/JOURNAL.PNTD.0000744).